# NGC 2678
NGC 2678 — рассеянное скопление в созвездии Рака. Открыто Уильямом Гершелем в 1784 году.
Это скопление находится поблизости NGC 2682. Звёзды, принадлежащие скоплению NGC 2678, концентрируются в сторону NGC 2682, а ярчайшие звёзды в области NGC 2678, которые определяют скопление визуально, не относятся к нему физически. Это может означать, что NGC 2678 как скопления не существует, а те звёзды, которые, как считается, относятся к нему — на самом деле относятся к NGC 2682.